# La Gloria (Veracruz)
La Gloria es una localidad del estado mexicano de Veracruz de Ignacio de la Llave, localizada en la parte central del estado, en el municipio de Perote.

## Localización y demografía
La Gloria se localiza en el Valle de Perote, en las coordenadas geográficas 19°23′46″N 97°16′53″O / 19.39611, -97.28139 y a una altitud de 2460 metros sobre el nivel del mar, se encuentra en una de las zonas más elevadas del estado de Veracruz, en un valle rodeado de altas montañas, se encuentra a distancia aproximada de 40 kilómetros al sur de la cabecera municipal, la ciudad de Perote y hacia el sureste del Cofre de Perote. Se comunica con Perote por una carretera secundaria que en esa ciudad se una a la Carretera Federal 140 que a su vez lleva a la capital del estado, Xalapa. De acuerdo a los datos del Conteo de Población y Vivienda de 2005 realizado por el Instituto Nacional de Estadística y Geografía, la población de La Gloria es de 2.243 personas, de las cuales 1092 son hombres y 1151 son mujeres. La principal actividad económica de la población es las actividades del campo.

## Brote de gripe tipo A H1N1
Tras el brote de gripe porcina de 2009, diversas fuentes señalaron que el origen de la misma se encontraría en una granja de crianza de cerdos en las cercanías de la población, lo que comenzó a ocasionar enfermedades respiratorias en sus habitantes desde diciembre de 2008, y donde se registró la muerte de dos bebés en el mes de marzo por presunta neumonía. El mismo mes, otro menor sufrió el único caso confirmado de fiebre porcina — que fue conocido como niño cero —, pero se recuperó, por lo que las autoridades anunciaron un cerco sanitario a la población y el chequeo médico de sus habitantes; sin embargo, el gobierno de Veracruz negó que en dicho lugar hubiera tenido su origen el brote de fiebre registrado en México a partir del 23 de abril; por lo que hasta el momento sigue sin existir algún tipo de prueba concluyente que señale a La Gloria como el lugar de origen de la epidemia.
El 14 de mayo de 2009 la Secretaría de Agricultura, Ganadería, Desarrollo Rural, Pesca y Alimentación afirmó que según sus estudios no había presencia de la gripe A entre los cerdos de las, afirmando con ello que en dicha comunidad se hubiera dado el origen del brote de gripe A (H1N1).
El 16 de agosto de 2009 en el parque central de la comunidad fue develada una estatua del niño cero, presunto primer contagiado de la gripe en México.